# Коронавірусна хвороба 2019 у Португалії
Коронаві́русна хворо́ба 2020 у Португалії — розповсюдження світової пандемії коронавірусу 2019 (COVID-19) територією Португалії. Перший підтверджений випадок на території Португалії було виявлено 2 березня 2020 у місті Порту.

## Хронологія

### 2020
15 вересня Португалія ввела режим надзвичайного стану щонайменше до 30 вересня. Було заборонено зібрання понад 10 людей та продаж алкоголбних напоїв.
2 листопада було посилено карантин в 121 з 308 комун країни.
22 листопада в Португалії було посилено карантин перед національними святами: закрито школи, заборонено поїздки країною на термін з 27 листопада до 2 грудня.
3 грудня стало відомо, що вакцинація в Португалії буде безкоштовною та добровільною. Пріоритетом вакцинації будуть люди, старші 50 років із проблемами зі здоров'ям.
4 грудня уряд Португалії продовжив режим надзвичайного стану до 23 грудня.
З 23 до 26 грудня в Португалії не діють обмеження на пересування країною, та було знято обмеження на кількість людей, що можуть збиратися разом.
27 грудня в країни було виявлено новий штам коронавірусу з Британії.

### 2021
28 січня Португалія продовжила локдаун до середини лютого.
4 квітня було продовжено обмеження на подорожі до Іспанії щонайменше до 15 квітня. 5 квітня карантин було пом'якшено, відкрито літні тераси кафе та школи.
Після завершення локдауну 30 квітня уряд запланував поступове пом'якшення карантину.
З 1 липня в Лісабоні та Порту було запроваджено нічну комендантську годину з 23:00. 26 липня Фінляндія, Швеція та Португалія дозволили в'їзд для жителів України, якщо вони пройшли повний курс вакцинації Prizer, Moderna, AstaZeneca (Covishield) або CoronaVac.
13 вересня в країні було скасовано масковий режим, що діяв з жовтня 2020 року.

## Статистика

Кількість випадків (синя) і кількість смертей (червона) на логарифмічній шкалі.